# Astroloba herrei
Astroloba herrei ist eine Pflanzenart der Gattung Astroloba in der Unterfamilie der Affodillgewächse (Asphodeloideae). Das Artepitheton herrei ehrt Adolar Gottlieb Julius Herre (1895–1979).

## Beschreibung

### Vegetative Merkmale
Die meist fast aufrechten Laubblätter von Astroloba herrei bilden fünf gerade Reihen oder sind ziegelförmig an den Trieben angeordnet. Die hellgrüne Blattspreite ist 18 bis 32 Millimeter lang und 9 bis 16 Millimeter breit. Auf ihr sind sehr feine Längslinien vorhanden. Die Blattspitzen sind auf- und auswärts gebogen. Das aufgesetzte Spitzchen ist schmal verjüngt zugespitzt und 0,7 bis 1,8 Millimeter lang. Die Blattoberfläche ist glatt.  

### Blütenstände und Blüten
Der nicht verzweigte Blütenstand ist eine lockerblütige Traube von 10 bis 30 Zentimetern Länge. Die weißen Blüten stehen an 3,5 bis 10,8 Millimeter langen Blütenstielen und besitzen gelbe Zipfel. Ihre Mittelrippe ist hellgrün und beige oder glauk überhaucht. Die Perigonröhre ist 7 bis 9 Millimeter lang und weist einen Durchmesser von 2,5 bis 4 Millimeter auf. Ihre Zipfel weisen eine Länge von etwa 1,5 bis 3 Millimeter auf und sind ebenso breit. Das Gewebe der äußeren Perigonblätter ist sehr deutlich geschwollen.

### Genetik
Die Chromosomenzahl beträgt {\displaystyle 2n=14}.

## Systematik und Verbreitung
Astroloba herrei ist in der südafrikanischen Provinz Westkap verbreitet.
Die Erstbeschreibung durch Antonius Josephus Adrianus Uitewaal wurde 1948 veröffentlicht.
Synonyme sind Astroloba dodsoniana Uitewaal (1950), Haworthia dodsoniana (Uitewaal) Parr (1971), Astroloba herrei cv. Dodsoniana (Uitewaal) L.E.Groen (1987) und Haworthia harlandiana Parr (1971).

## Nachweise